# Ласковцы
Ласковцы (укр. Ласківці) — село в Теребовлянской городской общине Тернопольского района Тернопольской области Украины.
До 2020 года входило в Теребовлянский район.
Население по переписи 2021 года составляло 1745 человек. Занимает площадь 7,997 км². Почтовый индекс — 48153.